# كاستانوبسيس سيبولدي
كاستانوبسيس سيبولدي، المعروف أيضا باسم إيتاجي تشينكابين أو إيتاجي، هو نوع من الأشجار دائمة الخضرة التي تعيش في المنطقة تحت الاستوائية شرق آسيا . هو من الأنواع الذروية التي توجد عادة في الغابات المطيرة اليابانية المعتدلة . توجد أيضًا عينات داخل منطقة الغابات في قصر طوكيو الإمبراطوري .
كان يعتقد في السابق أن كاستانوبسيس سيبولدي هو نوع فرعي من أنواع كاستانوبسيس كوسبيداتا المشابهة.
تشمل النباتات والحيوانات المرتبطة بهذه الشجرة:
- الدريقة العالية ، نبات الحديد الزهر، ينمو في الخمول.
- Acrocercops mantica و Chrysocercops castanopsidis و Lymantria albescens [5] يرقات هذه العث الآسيوي من المرجح أن تقتات على الأوراق.
- Amantis nawai ، فصيلة فرس النبي الصغيرة الموجودة أصلا في شرق آسيا تعيش حول كاستانوبسيس سيبولدي حيث تأكل الحشرات.
- أوكيناوا ريل، وهو طائر ياباني، يعيش بين هذه الأشجار.

## معرض صور

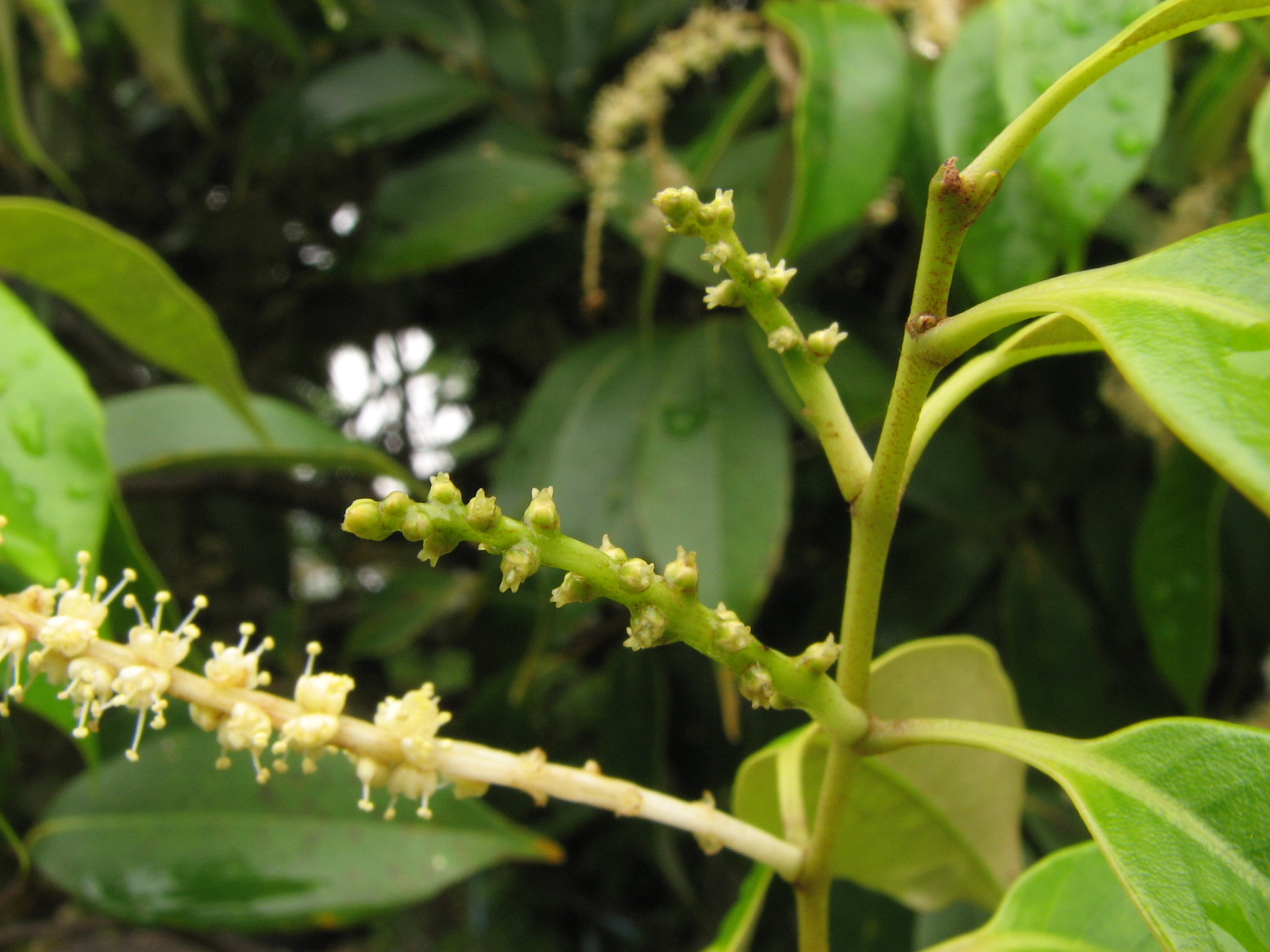
زهرة ، أنثى
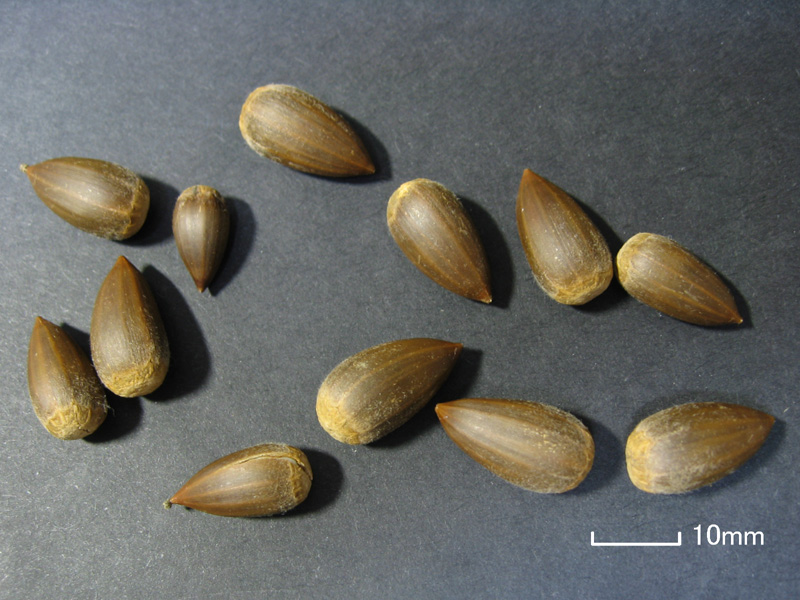
جوز
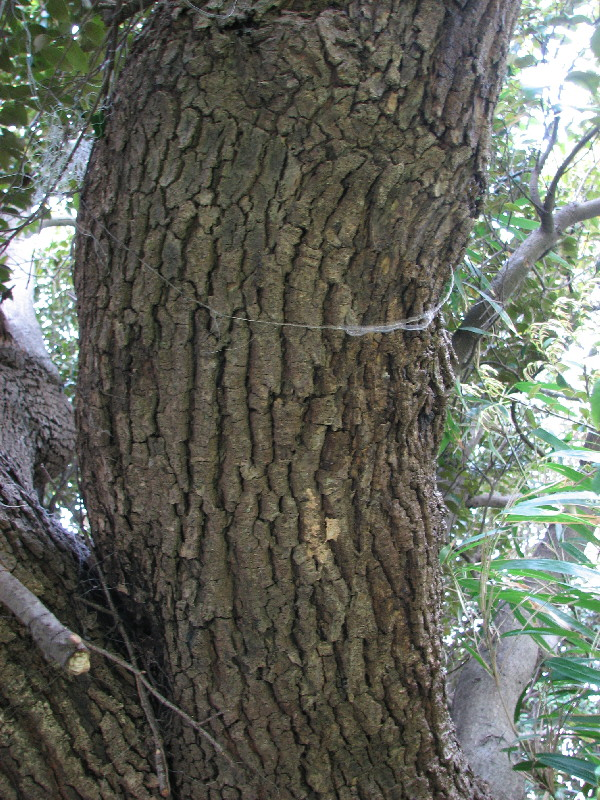
لحاء الشجر